# 張慤
張慤（1065年—1128年），字诚伯，宋朝河间府乐寿县（今河北省献县）人，宋高宗时尚书左丞。
張慤于宋哲宗元祐六年（1091年）中进士。历任龙图阁学士、计度都转运使。宋钦宗靖康元年（1126年）康王赵构为兵马大元帅，开大元帅府，募诸道兵勤王。張慤建议即元帅府印给盐钞，以便商旅，不久即收缗钱五十万以佐军用，筹集粮钞甚力。赵构器重他，命他以便宜权大名（今河北大名）尹兼北京留守、马步军都总管。宋徽宗、宋钦宗被金国俘虏，他和副总管颜岐上疏劝赵构，说中原不可一日无君。赵构即位为宋高宗，張慤担任户部尚书、同知枢密院事、措置户部财用，兼御营副使。请募三河之民联以什伍，且耕且战，寓兵于农以为巡社。官至尚书左丞、中书侍郎。次年去世，谥号忠穆。

## 延伸阅读
[在维基数据编辑]
 《宋史/卷363》，出自脱脱《宋史》